# Distrito de Zorritos
El distrito de Zorritos es uno de los tres que conforman la provincia de Contralmirante Villar ubicada en el departamento de Tumbes en el Norte del Perú. Limita por el norte y por el oeste con el golfo de Guayaquil (océano Pacífico); por el este con la provincia de Tumbes; por el sur con el distrito de Casitas; y por el suroeste con el distrito de Canoas de Punta Sal.

## Historia
El distrito fue creado el 25 de noviembre de 1942 mediante Ley N.º 9667, en el primer gobierno del presidente Manuel Prado Ugarteche. 

## Geografía
Tiene una extensión de 644.52 km². La capital del distrito es la localidad de Zorritos que, a su vez, también es capital de la provincia de Contralmirante Villar.

## Demografía

### Población
Según censo del 2007 el distrito tiene una población de 10 252 habitantes.

### Religión
Según datos del censo de 2007, el 84 % de la población del distrito es católica, el 10% es miembro de alguna iglesia evangélica, el 3 % manifiesta no profesar ninguna religión, mientras que el 3 % dice profesar alguna otra creencia. 
En el caso de los católicos, desde el punto de vista jerárquico de la Iglesia católica, forman parte de la Vicaría foránea de Tumbes de la arquidiócesis de Piura.

## Localidades
Además de su capital, Zorritos, el distrito tiene los siguientes centros poblados:
onichan
| - Nueva Esperanza - Grau - Los Pinos - Bocapán - Hoyola - Bonanza - Peña Negra - Acapulco - Huacura - Nuevo Paraíso - Pedregal |  | - Peña Redonda - Suárez - Pan Viejo - El Abejal - El Rubio - Punta Pico - Pampa de los Chivatos - Las Ánimas - Los Pozos - Playa Florida |  | - Palo Santo - Dos Bocanas |

## Turismo
- Hervideros: Son aguas termales ubicada a 13 km al sur de Zorritos. La temperatura de sus aguas alcanza los 30 grados. Sus aguas están compuesto de sal, cloruro de magnesio, óxido de fierro, silicio, yoduro de calcio, aluminio y sodio.[4]